# San Giuseppe Jato
San Giuseppe Jato är en kommun i storstadsregionen Palermo, innan 2015 i provinsen Palermo, i den italienska regionen Sicilien. Dagens San Giuseppe Jato grundades år 1779 och hade 8 634 invånare (2017).